# Blairlogie Castle
Blairlogie Castle ist ein Tower House in der schottischen Ortschaft Blairlogie in der Council Area Stirling. 1973 wurde das Bauwerk in die schottischen Denkmallisten in der höchsten Denkmalkategorie A aufgenommen.

## Geschichte
Im Jahre 1543 ließ Alexander Spittal am Standort einen kleinen Wehrturm errichten. 1582 wurde Blairlogie Castle durch Anbau eines Flügels zu heutiger Größe erweitert. Ein auskragendes Fenster am Südgiebel ist neueren Datums. Vier der heute erhaltenen Fenster entsprechen noch den ursprünglichen.

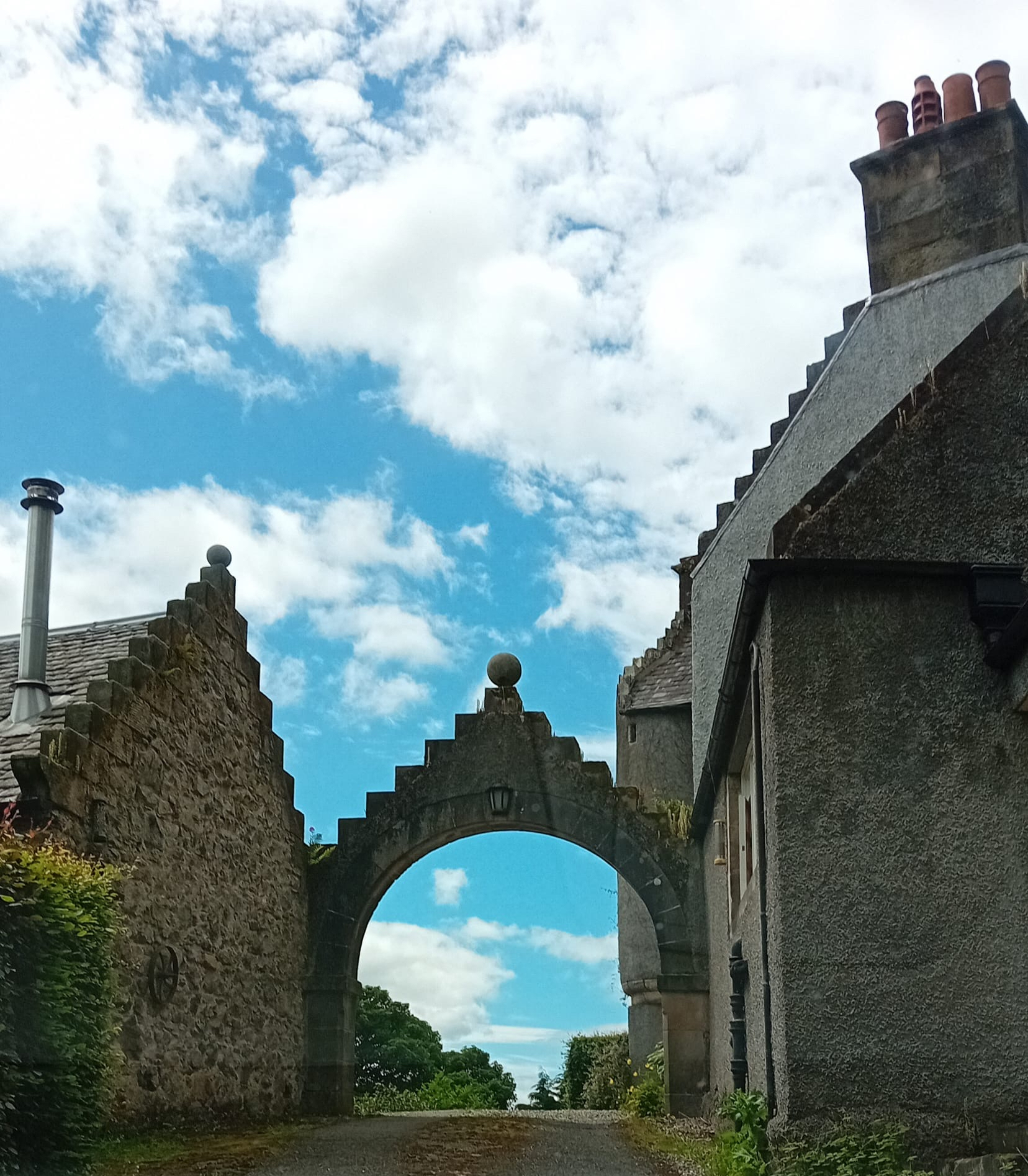
Pforte von Blairlogie Castle

## Beschreibung
Das zweistöckige Blairlogie Castle steht am Nordrand des Weilers Blairlogie. Sein rund 70 cm mächtiges Mauerwerk besteht aus Bruchstein. Die Fassaden sind mit Harl verputzt. Von den Gebäudekanten kragen teils Ecktourellen aus. Aus dem schiefergedeckten Satteldach treten teils in Originalzustand erhaltene Gauben heraus. Seine Giebel sind als Staffelgiebel gearbeitet. Die Außengebäude sind einstöckig.